# Pterigynandrum boscii
Pterigynandrum boscii är en bladmossart som beskrevs av A. P. de Candolle och Bridel 1827. Pterigynandrum boscii ingår i släktet Pterigynandrum och familjen Pterigynandraceae. Inga underarter finns listade i Catalogue of Life.